# Madrigal de las Altas Torres
Madrigal de las Altas Torres – gmina w Hiszpanii, w prowincji Ávila, w Kastylii i León, o powierzchni 106,8 km². W 2011 roku gmina liczyła 1621 mieszkańców.